# Solidago rugosa
Espèce
Classification APG III (2009)

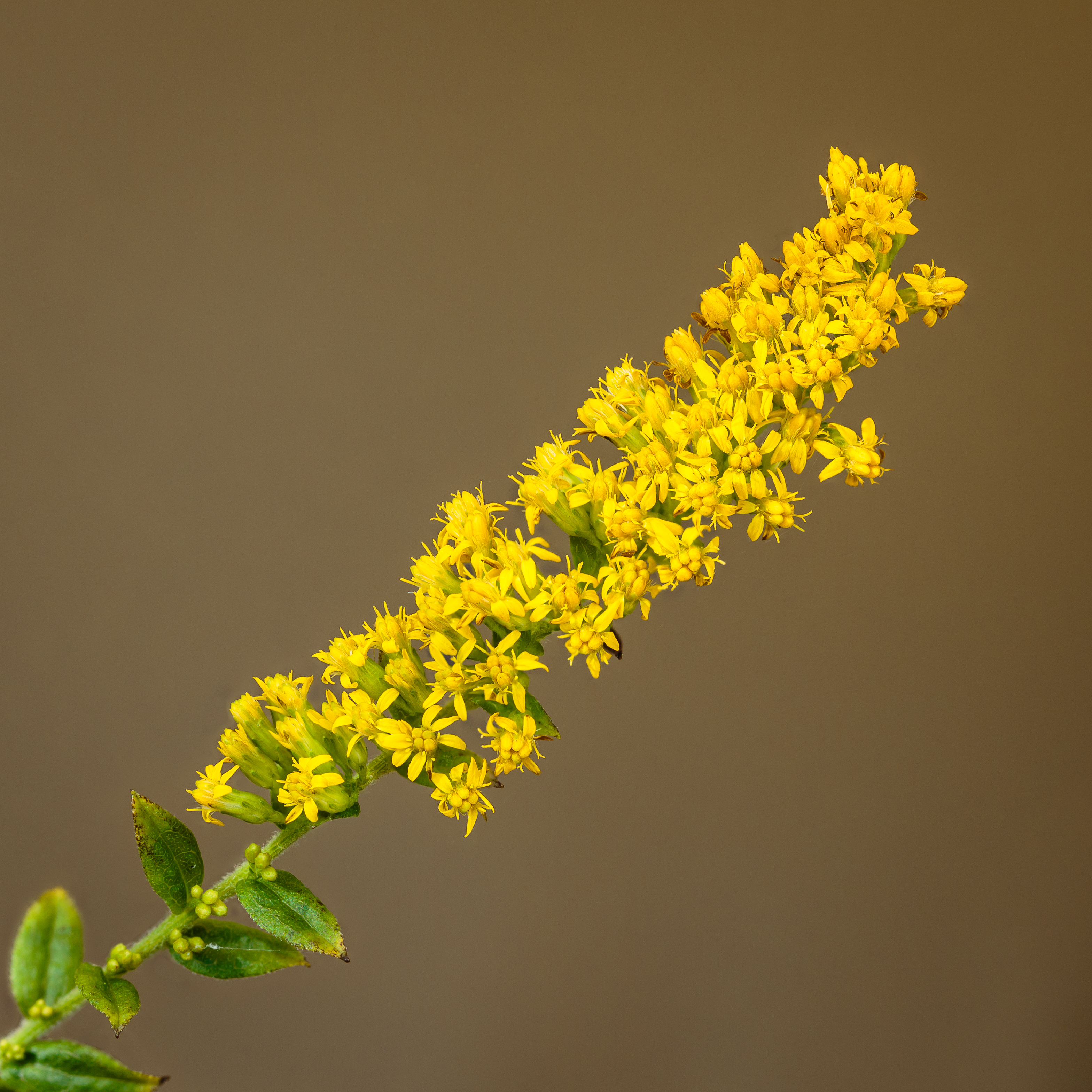
Fleur de solidago rugosa en Octobre 2021.

Solidago rugosa, ou verge d'or rugueuse, est une espèce de plante à fleurs de la famille des Astéracées. On la trouve en Amérique du Nord où elle fleurit en fin d'été et à l'automne.